# Podklanc
Podklanc este o localitate din comuna Dravograd, Slovenia, cu o populație de 139 de locuitori.